# ديفيد دبليو. كينغ
ديفيد دبليو. كينغ (بالإنجليزية: David W. King)‏ هو سياسي أمريكي، ولد في 28 يونيو 1946. حزبياً، نشط في الحزب الجمهوري.